# 2-й Варшавский проезд
Второ́й Варша́вский прое́зд — улица в районе Москворечье-Сабурово Южного административного округа города Москвы.
Проходит от линии Павелецкого направления до 2-го Котляковского переулка. Нумерация домов ведётся от железнодорожной линии.

## Происхождение названия
Название дано по расположению проезда вблизи Варшавского шоссе.

## Примечательные здания и сооружения
По нечётной стороне:
По чётной стороне:

## Транспорт

### Метро
- Станции метро  Варшавская,  Каширская,  Чертановская.

### Автобус
| 897: | Каширская • Варшавская |

«→» — остановки проходятся только при движении в прямом направлении; «←» — остановки проходятся только при движении в обратном направлении.